# Birds (album)
Birds je drugi studijski album nizozemske skupine Trace. Album je bil posnet v maju 1975, v Soundpush studiu, v Blaricumu, na Nizozemskem in izdan istega leta pri založbi Philips Records. Pred snemanjem albuma je Pierra van der Lindna na bobnih zamenjal Ian Mosley.

## Seznam skladb
Vse skladbe so delo Ricka van der Lindna, razen, kjer je posebej napisano.
| B stran | B stran                                             | B stran |
| Št.     | Naslov                                              | Dolžina |
| ------- | --------------------------------------------------- | ------- |
| 1.      | „Bourrée‟ (Johann Sebastian Bach)                   | 2:26    |
| 2.      | „Snuff‟                                             | 2:24    |
| 3.      | „Janny (In a Mist)‟ (Bill Challis, Bix Beiderbecke) | 1:12    |
| 4.      | „Opus 1065‟ (Johann Sebastian Bach)                 | 7:44    |
| 5.      | „Penny‟                                             | 2:42    |
| 6.      | „Trixie Dixie‟                                      | 0:22    |

| A stran | A stran | A stran |
| Št.     | Naslov | Dolžina |
| ------- | --- | ------- |
| 1.      | „King-Bird‟ | 4:06    |
| 2.      | „First Avenue‟ | 0:31    |
| 3.      | „Sculptor-Bird‟ | 1:29    |
| 4.      | „Second Avenue‟ | 0:15    |
| 5.      | „Preacher-Bird‟ | 2:10    |
| 6.      | „Third Avenue‟ | 0:27    |
| 7.      | „Birdcorps‟ | 0:52    |
| 8.      | „Firecorps‟ | 0:43    |
| 9.      | „Birdcorps/Mail Bird/Fourth Avenue/Soul Bird/Mail Bird/Sculptor Bird/Second Avenue/Preacher Bird/Last Avenue/King Bird/Reflection‟ | 12:21   |

## Zasedba

### Trace
- Rick van der Linden – klaviature
- Ian Mosley – bobni, tolkala
- Jaap van Eik – bas kitara, kitara

### Gostje
- Darry Way – akustična in električna violina (A4)
- Coen Hoedeman – "assorted monkeys" (A1)